# Willkommia texana
Willkommia texana är en gräsart som beskrevs av Albert Spear Hitchcock. Willkommia texana ingår i släktet Willkommia och familjen gräs. Inga underarter finns listade i Catalogue of Life.